# Margaux
Margaux korábbi község Franciaország Új-Aquitania régiójában, Gironde megyében. 2017. január 1-jén Cantenac korábbi községgel egyesült és az így létrejött Margaux-Cantenac új község része lett.
Lakosainak száma 1541 fő (2013). Margaux Gauriac, Cantenac és Soussans községekkel határos.

## Népesség
A település népességének változása:

| 2013 | 1 541 |